# 悲しみが痛いよ
『悲しみが痛いよ』（かなしみがいたいよ）は、T-BOLANのメジャー1枚目のシングル。

## 音楽性
表題曲は、テレビ朝日系ドラマ『代表取締役刑事』のエンディングテーマに使用された。なお、ドラマでの使用にあたっては、原曲の「大人という死体を見ていた」という歌詞が本編の内容に相応しくないとの理由で「社会に促されたマリオネット」に変更されている。
カップリングの「Hold On My Beat」は、ベスト・アルバム『SINGLES』にシークレット・トラックとして収録されている。

## 収録曲
| 全編曲: 西田魔阿思惟。 |                     |            |      |
| #                      | タイトル            | 作詞・作曲 | 時間 |
| 1.                     | 「悲しみが痛いよ」  | 川島だりあ | 3:41 |
| 2.                     | 「Hold On My Beat」 | 森友嵐士   | 5:10 |
| 合計時間:              | 合計時間:           | 合計時間:  | 8:51 |

## 楽曲の収録アルバム
- T-BOLAN (#1)
- 夏の終わりにII 〜Lookin' for the eighth color of the rainbow〜 (#1、Acoustic version)
- SINGLES (#2、隠しトラック)
- T-BOLAN FINAL BEST GREATEST SONGS & MORE (#1,2)
- T-BOLAN BEST HITS (#1)
- LEGENDS (#1,2)
- ADDITIONAL DISC(#2)
- T-BOLAN 〜夏の終わりに BEST〜 LOVE SONGS+1 & LIFE SONGS (#1、Acoustic version)
- T-BOLAN COMPLETE SINGLES 〜SATISFY〜 (#1)

## 参加ミュージシャン
- 小野塚晃 - ピアノ
- 川島だりあ- コーラス